# Plagiat
Plagiat (łac. plagium „kradzież”) – pojęcie z zakresu prawa autorskiego oznaczające skopiowanie cudzego utworu (lub jego części) wraz z przypisaniem sobie prawa do autorstwa poprzez ukrycie pochodzenia splagiatowanego utworu. Może być nim obraz, grafika, fotografia, piosenka, wiersz, praca magisterska, praca doktorska, publikacja naukowa, jak również gra komputerowa.

## Odpowiedzialność karna
Każdy, kto dopuszcza się przywłaszczenia sobie utworu albo wprowadza w błąd co do autorstwa całości lub części cudzego utworu albo artystycznego wykonania, zgodnie z art. 115 Ustawy z dnia 4 lutego 1994 r. o prawie autorskim i prawach pokrewnych (Dz.U. z 2021 r. poz. 1062) podlega grzywnie, karze ograniczenia wolności albo pozbawienia wolności do lat 3.

## Definicja i trudności z identyfikacją plagiatu
W rozumieniu potocznym plagiat to kradzież utworu lub pomysłu. Jest nazywany kradzieżą intelektualną.
Z definicji jest umyślny – plagiator (osoba, która dopuściła się plagiatu) przypisuje sobie cudzą twórczość, świadomie zataja źródło istotnych zapożyczeń. Według niektórych autorów …niechlujstwo i rażąca niedbałość, względnie nieumiejętność w redagowaniu przypisów nie stanowi (…) okoliczności łagodzącej.
Plagiat zawsze stanowi naruszenie autorskich praw osobistych (prawo do ujawnienia autorstwa), nie zawsze musi wiązać się z naruszeniem autorskich praw majątkowych (prawo do wynagrodzenia).
Trudność w definiowaniu plagiatu wynika m.in. z tego, że cały dorobek intelektualny ludzkości powstaje w wyniku przetwarzania i rozwijania dorobku poprzedników, zatem informowanie o każdym zapożyczeniu prowadziłoby do absurdu. Na dodatek z wielu zapożyczeń nie zdajemy sobie sprawy, a plagiat jest zamierzeniem celowym. Trudno więc mówić o plagiacie niezamierzonym. Plagiatem będzie jedynie nieinformowanie o istotnych zapożyczeniach. Nie rozwiązuje to trudności, jedynie pozwala ją wskazać, bowiem kłopotliwe i nieostre może być konsekwentne rozróżnianie zapożyczeń istotnych i nieistotnych.

## Rodzaje plagiatu
- Plagiat jawny polega na przejęciu całości lub fragmentu cudzego utworu i opatrzeniu go własnym nazwiskiem[2].
- Plagiat ukryty występuje wtedy, gdy

„autor” przejmuje fragmenty z cudzego utworu (bez podania źródła i pierwotnego autora), a następnie „wplata” je do własnych wywodów. Mowa tutaj nie tylko do dosłownych zapożyczeń („słowo w słowo”), ale również o odwzorowaniu danego utworu przy użyciu innych wyrazów, oddających jednak dokładnie tę sama treść i konstrukcję myślową (rodzaj wywodu).

## Autoplagiat
Autoplagiat nie jest rodzajem plagiatu, gdyż ten polega na skopiowaniu cudzej twórczości. Autoplagiat jest zaś tradycyjną nazwą powtórnego publikowania własnej twórczości, bez zamieszczenia informacji na ten temat. Autoplagiat (utworów, danych) spotyka się czasem wśród naukowców próbujących w ten sposób uzyskać ilościowe powiększenie swojego dorobku.
Natomiast praktykuje się i uważa za dopuszczalne wydawanie w formie zwartej monografii zbioru już opublikowanych artykułów – ze wskazaniem miejsca ich oryginalnej publikacji.

## Przyznanie pierwszeństwa odkrycia
Często otwarte przyznanie pierwszeństwa poprzednikowi przynosi więcej korzyści. Augustin-Jean Fresnel przyznał otwarcie pierwszeństwo wynalazku do skonstruowanej przez siebie soczewki Georges’owi Buffonowi, który opisał ją w Historii naturalnej. Jednak soczewka nazywana jest soczewką Fresnela, a zdarzenie podawane jest jako przykład honoru wynalazcy.

## Znane przykłady plagiatu

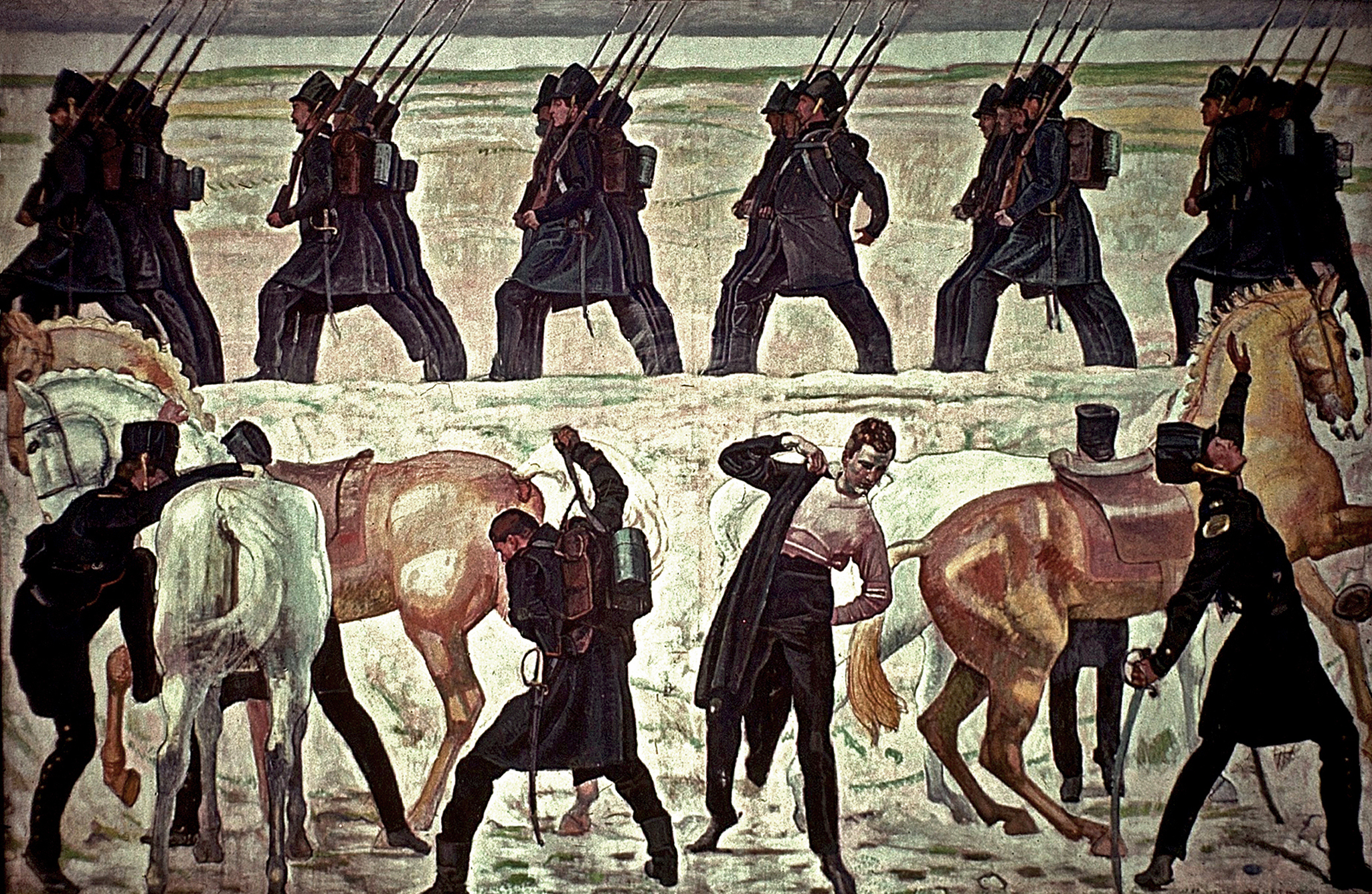
Obraz Ferdinanda Hodlera, który stał się przedmiotem plagiatu Aleksandra Dejneki

- Thomas Savery w 1699 skopiował podnośnik wody Somerseta z ok. 1628, wykupił i zniszczył wcześniejsze publikacje.
- W 1890 Siergiej Mosin umieścił w swoim karabinie magazynek skonstruowany przez Leona Naganta, który następnie nieskutecznie próbował opatentować. Wywołało to skandal.
- Przedsiębiorstwo „Majestic Studios” w 2008 wydało grę „Limbo of the Lost”, którą tworzono 12 lat. Okazało się, że gra to plagiat. Doszukano się miejsc akcji, postaci, przedmiotów z innych gier, takich jak Painkiller, Diablo, Oblivion, Thief 3, Morrowind, Crysis, Unreal, Return to Castle Wolfenstein. Gra wywołała skandal i została wycofana ze sprzedaży.